# Третяк Антон Миколайович
Третя́к Анто́н Микола́йович (24 червня 1949, Дзвиняч, Заліщицький район, Тернопільська область) — доктор економічних наук за спеціальністю економічні науки «Економіка землекористування». Професор, член-кореспондент НААН України, фундатор наукової школи з економіки землекористування та землевпорядкування і розробник новітньої теорії землеустрою. Під його керівництвом захищено 17 кандидатів та 4 доктора економічних наук та 4 доктора філософії . В 2010 року створив та очолював до червня 2020 р. Навчально-науковий інститут економіки та екології природокористування у складі Державної екологічної академії післядипломної освіти та управління Мінприроди України. З березня 2021 р. – Білоцерківський національний аграрний університет - професор кафедри управління земельними ресурсами та земельного кадастру
Сфера наукових інтересів — землеустрій, економіка землекористування та землевпорядкування, земельні відносини, управління земельними ресурсами та землекористуванням, екологія землекористування, земельний кадастр, оцінка земель, капіталізація землекористування.

## Коротка біографія
1996-2000 і 2008—2009 рр. — перший заступник, заступник голови Державного комітету України із земельних ресурсів. 2001—2008 рр. — віце-президент, академік-секретар відділення економіки та земельних відносин УААН. 2000—2001 рр. — заступник директора з проектної і навчальної роботи Інституту землеустрою УААН. 1996—2000 рр. — перший заступник голови Державного комітету України по земельних ресурсах . 1987—1996 рр. — головний інженер, директор Чернівецького філіалу Інституту землеустрою УААН. 1973—1987 рр. — старший, головний інженер-землевпорядник Муровано-Куриловецького районного управління сільського господарства Вінницької області.
Є визнаним в Україні громадським діячем — 1998—2010 рр. голова Всеукраїнської громадської організації «Спілка землевпорядників України» та очолює знову з 2016 р., .
Визнаний фахівець з законотворчої роботи в галузі земельних відносин, землеустрою, земельного кадастру, охорони земель та економіки землекористування.
Брав участь у розробці 20-ти законів України та 35 нормативних документів, зокрема: Земельного кодексу України 2001 р. (розробник основних положень та керівник робочої групи січень-квітень 2000 р.); Законів України «Про оренду землі», «Про землеустрій», «Про охорону земель», «Про оцінку землі», «Про розмежування земель державної та комунальної влас¬ності», «Про державний земельний кадастр», «Про сільські товариства з регулювання обороту земель сільськогосподарського призначення», 2005 р.
Основні віхи освітньої діяльності: створив в 2000 р. кафедру управління земельними ресурсами в Національному університеті біоресурсів та природокористування України (завідувач кафедри 2000-2001 рр); 2001-2014 р.р. завідувач, професор кафедри землевпорядного проектування професор НУБіП; створив в 2010 р. кафедру екології та економіки землекористування в Державній екологічній академії післядипломної освіти та управління.
Активний популяризатор наукових знань — ініціатор заснування та був головним редактором журналу «Землевпорядний вісник» (з 1997 р.);
ініціатор заснування та заступник головного редактора журналу «Землевпорядкування» (з 2001 р.); 2010—2014 роки був головним редактором журналу «Земельне право України», з 2011 р. заступник головного редактора журналу «Землеустрій, кадастр і моніторинг земель».
в 2023 р. створив сайт у фейсбуці «Наукова школа професора Третяка А.М.» із щомісячними дискурсами по науково-освітній тематиці  Facebook: Наукова школа професора Третяка А.М.: https://www.facebook.com/groups/755035612730060 

## Нагороди
За вагомий особистий внесок у розвиток української землевпорядної науки та вітчизняного законодавства  нагороджений почесними грамотами Верховної Ради України та президії УААН, почесною відзнакою президії УААН, удостоєний почесного звання «Заслужений працівник сільського господарства України» , почесний землевпорядник України.

## Наукові праці
Всього наукових праць на січень 2025 року більше 800 публікацій, в тому числі 89 книг, з яких 58 монографій, 27 навчальних посібників та підручників; 454 статтей, з яких: 15 статтей у періодичних виданнях включених до міжнародних інформаційних та наукометричних баз: (Scopus, Web Of Science (WoS), 231 статті у фахових  виданнях, 106 тез доповідей, 52 статті в інших виданнях: 76 — законодавчих та нормативно-правових, 44 — авторських свідоцтв, 20 —науково-дослідних робіт, 5944 — методичних розробок, 3844 — навчально-методичних розробок. h-index – 28 (всього), 17 (починаючи з 2020 року).

### Найбільш фундаментальні наукові праці
- «Історія земельних відносин і землеустрою в Україні» — 130 с. (2002 р.)
- Наукові основи економіки землекористування та землевпорядкування / А.М. Третяк, В.М. Другак – К.: ТОВ «ЦЗРУ», 2003 – 345 с.
- Земельна політика та земельні відносини: соціально–економічні і духовні аспекти розвитку / А.М. Третяк, В.М. Другак. –К.: ННЦ ІАЕ, 2007. – 178 с.
- Земельний капітал: теоретико–методологічні основи формування та функціонування: Монографія / А.М. Третяк. – Львів: Сполом, 2011. – 520 с.
- Земельна реформа в Україні: тенденції та наслідки у контексті якості життя і безпеки населення: [монографія] / А.М. Третяк, В.М. Третяк, Н.А. Третяк; під заг. ред. А.М. Третяка. – Херсон: Грінь Д.С., 2017. – 522 с.
- Землеустрій в Україні: теорія, методологія: монографія / А.М. Третяк. – Херсон: Грінь Д.С., 2013. – 650 с..
- Екологія землекористування: теоретико–методологічні основи формування та адміністрування: Монографія / А.М. Третяк. – Херсон: Грінь Д.С., 2012. – 440 с.
- «Економіка землекористування та землевпорядкування. Навчальний посібник / А.М. Третяк. – К.: ТОВ ЦЗРУ, 2004– 542 с.
- Землевпорядне проектування: впорядкування існуючих землеволодінь і землекористувань та організація території сільськогосподдарських: монографія / А.М. Третяк, В.М. Третяк. – Херсон: Грінь Д.С., 2016. – 200 с.
- Капіталізація землекористування населених пунктів в процесі зміни їх меж та трансформації видів використання земель. Монографія / Третяк А. М., Третяк В. М., Третяк Н. А., Лобунько А. В.. — Херсон: ОЛДІ-ПЛЮС, 2016. — 133 с.
- Теоретичні засади землевпорядного процесу: [монографія] / А.М. Третяк, Й.М. Дорош, Р.А. Третяк; під заг. ред. А.М. Третяка. – Херсон: Грінь Д.С. – 2017. – 266 с.
- Третяк А. М. Економіка земельного ринку: базові засади теорії, методології, практики: монографія / А.М. Третяк, В.М. Третяк, О.Ф. Ковалишин, Н.А. Третяк; [за заг. ред. А.М. Третяка]. – Львів : СПОЛОМ, 2019. – 486 с.
- Третяк А.М. Управління земельними ресурсами та землекористуванням: базові засади теорії, інституціолізації, практики: монографія / А.М. Третяк, В.М. Третяк, Р.М. Курильців, Т.М. Прядка, Н.А. Третяк; [за заг. ред. А.М. Третяка]. – Біла Церква: «ТОВ «Білоцерківдрук», 2021. – 227 с.
- Третяк А.М. Територіально-просторове планування: базові засади теорії, методології, практики: монографія / А.М. Третяк, В.М. Третяк, Т.М. Прядка; Н.А. Третяк, [за заг. ред. А.М. Третяка]. – Біла Церква: «ТОВ «Білоцерківдрук», 2021. 142 с.
- Третяк, А. М. Земельні ресурси та їх використання: навч. пос./ Третяк А.М., Третяк В.М., Прядка Т.М., Трофименко П.І., Трофименко Н.В. [за заг. ред. А.М. Третяка]. – Біла Церква: «ТОВ «Бiлоцеркiвдрук», 2022. 304 с.
- Третяк А.М. Землевпорядкування в Україні: розвиток на засадах новітньої інституціонально-поведінкової теорії. монографія / А.М. Третяк, В.М. Третяк, Т.М. Прядка, Л.А. Гунько, Н.А Третяк; [за заг. ред. А.М. Третяка]. Біла Церква: «ТОВ «Бiлоцеркiвдрук», 2023. 224 с.
- Третяк А.М., Третяк В.М., Прядка Т.М., Капінос Н.О., Третяк Р.А., Третяк Н.А. Економіка землекористування та землевпорядкування (ІІ-е доповнене видання в 2-ох частинах). Ч. 1. Економіка землекористування: навч. пос. / [за заг. ред. А.М. Третяка]. Біла Церква: «ТОВ «Бiлоцеркiвдрук», 2024. 320 с.

Загальна кількість статей у журналах та збірниках наукових праць, що індексуються у наукометричних базах даних (Scopus, Web of Science, для фахівців соціо-гуманітарного спрямування та Index Copernicus): 320.
Індекс Гірша (h-індекс) за Web of Science чи Scopus h-індекс = 28.
Внесок в теоретичну розбудову земельної галузі України та землевпорядної науки: 
1. Розроблено концепцію розвитку системи     землевпорядкування на засадах інституціонально-поведінкової теорії, яка     базується на парадигмі переходу існуючої методології землевпорядного     проектування «земельна ділянка – режим її використання – землекористування як     сукупність земельних ділянок - територія» до новітньої - «простір     – територія – система землекористування – режим землекористування –     земельна ділянка»
2. Розроблено концепцію проекту нової редакції закону     України «Про землевпорядкування» на засадах новітньої парадигми розвитку     системи землевпорядкування.
3. Розроблено новітню інституціонально-поведінкову     теорію розвитку землеустрою та землевпорядкування, зокрема, обґрунтовано     тренд інституціонального розвитку системи землевпорядкування     та наукову гіпотезу трактування землевпорядкування як     соціально-економічної інституції.
4. Розроблено     теоретичні засади землевпорядного процесу в Україні.
5. Розроблено     теоретичні засади розвитку земельного устрою, сучасної системи     землекористування та методології структуризації землекористування в     Україні як науки.
6. Розроблено     теоретичні засади зонування земель за типами (підтипами)     землекористування.
7. Концептуальні     засади розвитку відносин власності на землю, земельних відносин та     земельного ринку в Україні на період до 2030 року.